# Phylloscartes ceciliae
El orejerito de Alagoas  (Phylloscartes ceciliae), también denominado atrapamoscas de cola larga, es una especie de ave paseriforme de la familia Tyrannidae, perteneciente al  numeroso género Phylloscartes. Es endémico de una pequeña región del noreste de Brasil y se encuentra críticamente amenazado de extinción.

## Distribución y hábitat
Se encuentra únicamente en el noreste de Alagoas y este de Pernambuco, en el noreste brasileño.
Esta especie es actualmente muy rara y local en su hábitat natural: el dosel y el estrato medio alto de remanentes de bosques húmedos de la Mata Atlántica, y en crecimientos secundarios maduros, en altitudes entre 160 y 980 m.

## Estado de conservación
El orejerito de Alagoas ha sido calificado como críticamente amenazado de extinción por la Unión Internacional para la Conservación de la Naturaleza (IUCN) debido a que su restringida zona de distribución está severamente fragmentada (registrada en 21 localidades) y en declinio y su población, extremadamente baja, estimada entre 50 y 250 individuos maduros, se encuentra en rápida decadencia.

## Descripción
Mide en promedio unos doce centímetros de longitud y pesa en promedio 7,8 g. Es de color predominantemente verde oliváceo.

## Sistemática

### Descripción original
La especie P. ceciliae fue descrita por primera vez por el ornitólogo brasileño Dante Luiz Martins Teixeira en 1987 bajo el mismo nombre científico; su localidad tipo es: «Serra Branca, c. 9°15'S 35°50'W, Murici, Alagoas, Brasil». El holotipo, un macho adulto inactivo colectado el 8 de mayo de 1984, se encuentra depositado en el Museo Nacional de Río de Janeiro bajo el número MNRJ 34041.

### Etimología
El nombre genérico masculino «Phylloscartes» se compone de las palabras del griego «phullon» que significa ‘hoja’, y «skairō» que significa ‘saltar, bailar’; y el nombre de la especie «ceciliae» conmemora a Cecilia Torres, la esposa del autor de la descripción.

### Taxonomía
Es monotípica.